# Tathāgata
 (janvier 2024).
Tathāgata (तथागत, sanskrit et pali (traduction en chinois : 如來 ; pinyin : rúlái ; litt. « Ainsi Venu », ce terme chinois étant prononcé en coréen : 여래 ; yeo-rae, en japonais : nyorai et en vietnamien : Như Lai, il existe également en chinois une translittération phonétique du terme sanskrit 多陀阿伽陀, dūo túo ā gā túo ; mongol : ᠲᠡᠭᠦᠨᠴᠢᠯᠡᠨ ᠢᠷᠡᠭᠰᠡᠨ/Түүнчлэн ирсэн ; en tibétain : དེ་བཞིན་གཤེགས་པ་, Wylie : de bzhin gshegs pa, THL : Deshin Shekpa ; en thaï : ตถาคต), pouvant s’interpréter comme tathā-gata (ainsi allé) ou tathā-agata (ainsi venu), est l'une des épithètes désignant le Bouddha dans le canon pali, souvent employée dans les textes comme synonyme de bouddha.
Tathāgata a donné lieu à différentes interprétations dès les premières traductions du sanskrit en chinois.

## Significations et traductions
Le mot, traduit comme « ainsi venu » (rúlái) , a été expliqué ainsi :
- Chengshilun (成実論) : celui qui est parvenu à l’éveil en suivant le chemin de l’ainséité ;
- Zhuanfalunlun (転法輪論) : rú représente le nirvāna et lái la compréhension ; rúlái est « celui qui réalise le nirvana » ;
- Shengmanbaoku (勝鬘寶窟) : en apparaissant en chair et en os (nirmanakaya), le bouddha manifeste (fait venir) l'ainséité (dharmakaya) dans le monde .
- Commentaire du Maha Vairochana Sutra (大日經疏) : celui qui prend le chemin des autres bouddhas.

La discussion se poursuit aux XXe et XXIe siècles. Otto von Böhtlingk (1815-1904), au contraire de la majorité, proposait d’y voir une désignation non descriptive : « tel qu’il est », c'est-à-dire « Lui ». 
Sugata, autre épithète du Bouddha Gautama, signifie « Bien-venu », est mise en parallèle avec tathagata par certains, qui voient dans le couple deux aspects du Bouddha : celui qui s’en est allé du samsara (perspective « individualiste »), et celui qui est venu enseigner le dharma (perspective « altruiste »). Sugata cependant signifie étymologiquement bien-allé, et se prête aussi à de nombreuses interprétations : qui a complètement fait le chemin, a suivi la juste voie, a bien servi, etc.
La traduction du chinois « rúlái » en anglais : « Thus Come One », et en français : Ainsi-venu ou « Tathāgatha ».

## Dans l'hindouisme
Le terme sanskrit : तथाता (Tathatā ; en chinois : 真如, zhēnrú qui donne en prononciation on'yomi du japonais shinnyo), généralement traduit par « ainséité », est aussi connu de l’hindouisme où il désigne Brahman, le principe suprême, dans les upaniṣad.

### Sources
- Le Sûtra du Lotus, Suivi du Livre des sens incomparables et du Livre de la contemplation de Sage-Universel, traduit du chinois de Kumārajīva par Jean-Noël Robert, Paris,  Fayard, 1997
- Le Lotus de la Bonne Loi, traduit du sanskrit par Eugène Burnouf (Paris, Imprimerie Nationale, 1852. Réédition : Paris, Adrien Maisonneuve, 1973)
- The Lotus Sutra, traduit du chinois de Kumārajīva par Burton Watson (Columbia University Press, 1993)
- Le Sûtra du Lotus, version française de la traduction anglaise du chinois de Kumārajīva par Burton Watson (Les Indes savantes, 2007)
- Lettres et traités de Nichiren Daishonin, ACEP, 7 volumes

### Études et dictionnaires
- Gaston Renondeau, La doctrine de Nichiren, Paris, PUF, 1953
- Collectif (trad. René de Berval), Dictionnaire du bouddhisme, Monaco, Édition du Rocher, 1991, 596 p. (ISBN 978-2-268-01122-6)
- (en) Robert E. Buswell Jr. (Ed.), Encyclopedia of Buddhism, New York, MacMillan Reference, 2003, xxxi + 981 p. (ISBN 978-0-028-65718-9)
- (en) Robert E. Buswell Jr. et Donald S. Lopez Jr., The Princeton Dictionary of Buddhism, Princeton, Princeton University Press, 2014, xxxii + 1265 p (ISBN 978-0-691-15786-3)